# Slag bij Mohács (1687)
De Tweede Slag bij Mohács (1687) werd bevochten tussen de Ottomaanse Turken onder sultan Mehmet IV en het Habsburgse leger van keizer Leopold I, dat onder leiding stond van Karel van Lotharingen.

## De Slag
De Ottomaanse veldheer Süleyman Paşa had een strategie bedacht: de mammelukken zouden de linkse flanken bestormen, en de Balkan huurlegers zouden vanuit de rechterflank komen. De goedbewapende Ottomaanse Turken kregen het bevel in het midden van het Habsburgse leger aan te vallen in de hoop hun formatie te breken. De Ottomanen vielen aan in het midden en verbrijzelden de formatie van het Habsburgse leger (5000-8000 doden bij die aanval) terwijl de mammelukken en de Balkan-huurlingen de flanken bestormden. Het Ottomaanse leger kon zijn eerste succes niet uitbuiten ondanks dat ze over meer manschappen beschikten dan het Habsburgse leger. De mammelukken leden grote verliezen en verloren hun positie terwijl het moreel bij de Balkan-huurlingen gebroken werd. Alle Ottomaanse Turken werden vermoord, inclusief de veldheer Süleyman Pașa. De Habsburgers wonnen de slag met maar 15000-18000 doden en gewonden.
De slag was een vernederende nederlaag voor de Ottomanen en betekende een praktisch einde aan hun ambities verder uit te breiden richting Europa. Na de veldslag kwam het Ottomaanse leger in opstand en sultan Mehmet IV werd afgezet. Voor een jaar verkeerde het Ottomaanse Rijk in een verlammingstoestand wat de kans gaf aan keizer Leopolds strijdkrachten om grote veroveringen op de Ottomanen te boeken en ver door te dringen in de Balkan.